# R′HK
R′HK (lire « R prime H K ») est un indice spectroscopique construit à partir de l'analyse de l'intensité des deux raies constituant le doublet H et K du calcium. Il est utilisé notamment en astronomie, où il sert à estimer l'activité des étoiles.